# Station Laren-Almen
Station Laren-Almen is een voormalig station bij de Gelderse plaatsen Laren en Almen, gelegen aan de spoorlijn Zutphen - Glanerbrug.
Met de bouw van het stationsgebouw werd in 1863 aangevangen. De architect is vermoedelijk Karel Hendrik van Brederode. Het station werd geopend op 1 november 1865.
Bij de opening had het station de naam 'Harkelbrug' vernoemd naar de brug over de Harfsense Beek. Later werd de naam station 'Laren-Almen'. In 1925 wijzigde het Ministerie van Waterstaat met ingang van de nieuwe dienstregeling de naam in 'Station Laren'.
Het gebouw behoort tot het standaardtype SS 5e klasse, klein stationnetje dat 'haltegebouw' werd genoemd. In 1914 werd, zoals bij de meeste stationsgebouwen van dit type, het middendeel verhoogd.
Het station is sinds 15 mei 1938 gesloten; het emplacement is in gebruik als kruisingsstation voor de stoptreinen tussen Zutphen en Oldenzaal.
Er waren plannen om op de plaats van dit voormalige station een nieuw station Laren-Almen te realiseren, maar deze hebben geen doorgang gevonden. Rond 2015 waren er opnieuw ideeën Laren-Almen weer als halteplaats in gebruik te nemen.
Het voormalig station is een gemeentelijk monument. Het is een karakteristiek gebouw met de typische kenmerken van een klein plattelandsstation uit de negentiende eeuw. Het wordt particulier bewoond.